# Microrégion d'Amparo
La microrégion d'Amparo est l'une des cinq microrégions qui subdivisent la mésorégion de Campinas de l'État de São Paulo au Brésil.
Elle comporte 8 municipalités qui regroupaient 178 422 habitants en 2006 pour une superficie totale de 1 629 km2.

## Municipalités[1]
- Águas de Lindóia
- Amparo
- Lindóia
- Monte Alegre do Sul
- Pedra Bela
- Pinhalzinho
- Serra Negra
- Socorro